# Amphitryon (Kleist)
Amphitryon ist eine Tragikomödie in drei Akten von Heinrich von Kleist, die im Sommer 1803 in Dresden entstand. Der Erstdruck erschien 1807 in Dresden. Die Uraufführung fand 1899 am Neuen Theater in Berlin statt.

## Handlung
Alkmene erwartet die Rückkehr ihres Gatten Amphitryon aus dem Krieg gegen die Athener. Statt seiner erscheint ihr jedoch Jupiter in der Gestalt ihres Gatten und die beiden verbringen eine Liebesnacht miteinander. Als am nächsten Morgen der echte Amphitryon nach Theben zurückkehrt und Alkmene ihm von der vermeintlich gemeinsam durchlebten Nacht erzählt, fühlt dieser sich von seiner Frau betrogen.
Jupiter erscheint Alkmene erneut in der Gestalt ihres Gatten und erklärt ihr, dass der Donnergott selbst sie besucht habe, weil sie durch Abgötterei seine Rache geweckt habe.
Als sich am Ende die beiden Amphitryon-Gestalten gegenüberstehen, halten sowohl die Feldherren als auch Alkmene den Jupiter-Amphitryon für den wahren. Jupiter klärt das Missverständnis auf und gewährt Amphitryon einen Wunsch als Wiedergutmachungsleistung. Amphitryon wünscht sich einen von Jupiter mit Alkmene gezeugten Sohn, woraufhin ihm Jupiter die Geburt des Herkules prophezeit, wofür sich Amphitryon beim Göttervater bedankt.
Spiegelbildlich dazu gibt es eine komische Ebene, auf der Merkur die Gestalt des Sosias annimmt, es im Gegensatz zu Jupiter aber unterlässt, dessen Gattin Charis zu verführen.

## Werkanalyse

### Entstehungshintergrund
Anfangs hatte Kleist nur eine deutsche Übersetzung von Molières gleichnamigem Stück geplant. Vor allem im Schlussteil entfernte er sich aber immer weiter vom französischen Original und gab der reinen Gesellschaftskomödie Molières einen tieferen Sinn. Kleists Stück trägt auch heute noch den Untertitel „ein Lustspiel nach Molière“.

### Gattungsfrage
Amphitryon – der, den es zweimal gibt – bietet durch seine Bivalenz Erlebnisflächen für Komödie und Tragödie. In Kleists Amphitryon ist das erforderliche Komische nur oberflächlich auf die eigentlich tragische Handlung aufgesetzt. Die Geschichte wäre auch ohne das Komische erzählbar. Die finale Lösung des Konflikts, in welchem alle Figuren in Kleists Amphitryon stecken, ist das ausschlaggebende Zeichen: Kleists Amphitryon ist ein Lustspiel mit tragischen Momenten.

### Inhaltliche Aspekte

#### Thematische Schwerpunkte
„Amphitryon“; der Begriff entspringt dem Griechischen und weist bereits im Titel auf das handlungserzeugende Merkmal des Stückes hin. Das Präfix  „Amphi-“ bedeutet so viel wie „auf beiden Seiten“ oder auch „doppelt“. Amphitryon ist im Stück „doppelt“ vertreten, denn Jupiter begibt sich in der Gestalt des thebanischen Feldherren zu den Menschen, da jedermann beim Erblicken seiner wahren Gestalt sterben würde, und zeugt in der ersten Nacht den Herkules. Durch diesen Akt stößt Jupiter die von ihm geschwängerte Alkmene und ihren Gatten Amphitryon in einen tragischen und unlösbar erscheinenden Konflikt, welcher Auslöser der Identitätsproblematik ist und die Fehlbarkeit des Gefühls zur Folge hat. Amphitryon handelt von der Erkenntnis des Ichs, der Begründung und Infragestellung der wahren Selbstgewissheit und der Bewältigung der Identitätskrise. Das Stück ist also nicht wie bei Molière nur eine Gesellschaftskomödie.

#### Ort und Zeit
Das Stück spielt im mythologischen Theben in sagenhafter Vorzeit.

#### Stoff
Der Ursprung des Amphitryon-Stoffes ist die Sage von der Zeugung und Geburt der Halbbrüder Herakles und Iphikles. Es gibt eine lange Kette dramatischer Bearbeitungen, z. B. durch Plautus und Molière. Heute gibt es über 50 verschiedene Werke, die diesen Stoff behandeln. Obwohl Kleist bei seiner Arbeit auf ein historisches Werk zurückgriff, behielt er den ursprünglichen Namen des Stücks bei, wie es seinerseits Molière getan hatte. Dabei übernahm Kleist nicht alles, was seine Vorgänger vorlegten, sondern unterzog den Stoff einer Anpassung an den neuen, deutschen gesellschaftlichen Kontext. Er überarbeitete viele komische Elemente aus Molières Vorlage und entfernte dabei einiges, erweiterte jedoch auch einige komische Aspekte.

### Formale Aspekte
Kleist beachtet die drei Einheiten (Einheit des Orts, der Zeit und der Handlung) und schreibt sein Versdrama im Blankvers (ungereimter jambischer Fünfheber).

## Textüberlieferung
Erstdruck: Heinrich von Kleists Amphitryon, ein Lustspiel nach Molière. Herausgegeben von Adam H. Müller. Dresden, in der Arnoldischen Buchhandlung o. J. (Mai 1807). (Digitalisat und Volltext im Deutschen Textarchiv) Danach Titelauflage: Neue wohlfeilere Ausgabe. Dresden. 1818 mit einer Vorrede des Herausgebers.